# Янівка (Подільський район)
Янівка (у 1945—2019 — Іванівка, у 2019—2025 — Яновка) — село Любашівської селищної громади Подільського району Одеської області України. Населення становить 204 осіб. Розташоване поблизу траси М05 Одеса — Київ.

## Історія
Історична назва — Янівка. У 1945 році перейменоване на Іванівку. У 2018 році внаслідок об'єднання громад у новоствореній Любашівській ОТГ опинилося два села з назвою Іванівка. У зв'язку з цим одне з них було вирішено перейменувати.
11 вересня 2019 року було прийнято рішення про надання селу назви — Яновка. Відповідне рішення підтримали 294 народних депутатів. 5 червня 2025 р. Верховна Рада проголосувала за виправлення назви села у відповідності до правил української мови на Янівка.
12 червня 2020 року, відповідно до Розпорядження Кабінету Міністрів України від № 724-р «Про визначення адміністративних центрів та затвердження територій територіальних громад Одеської області», увійшло до складу Любашівської селищної громади.
19 липня 2020 року, в результаті адміністративно-територіальної реформи і ліквідації Любашівського району, село увійшло до складу новоутвореного Подільського району.

## Населення
Згідно з переписом УРСР 1989 року чисельність наявного населення села становила 231 особа, з яких 109 чоловіків та 122 жінки.
За переписом населення України 2001 року в селі мешкали 204 особи.

### Мова
Розподіл населення за рідною мовою за даними перепису 2001 року:
| Мова       | Відсоток |
| ---------- | -------- |
| українська | 79,90 %  |
| румунська  | 18,14 %  |
| російська  | 1,96 %   |